# Жан VI (герцог Бретани)
Жан VI Мудрый (фр. Jean V de Bretagne; 24 декабря 1389, Шато д’Эрмин, Ван — 28 августа 1442, Ля Туш, близ Нанта) — герцог Бретани, граф де Монфор-л’Амори, титулярный граф Ричмонд с 1399 года, из Дома де Дрё. Старший сын герцога Бретани Жана V де Монфора (Жана Завоевателя) и Жанны Наваррской (1370—1437), дочери короля Наварры Карла II Злого.

## Биография
В ноябре 1399 года после смерти своего отца, герцога Бретонского Жана V де Монфора, 10-летний Жан VI унаследовал герцогский престол Бретани, а также титулы графа де Монфор-л’Амори и де Ришмон.
До своего совершеннолетия Жан Бретонский находился под опекой герцога Бургундии Филиппа Смелого. Удачно маневрировал между Францией и Англией, а также используя внутренние французские конфликты, смог укрепить своё герцогство и герцогскую власть.
В 1402 году Жан Бретонский был посвящён в рыцари коннетаблем Франции Оливье де Клиссоном.
После убийства бургундцами герцога Людовика Орлеанского в 1407 году сблизился с Арманьяками, хотя и не воевал в открытую с Бургиньонами. Разрешил своим подданным сражаться против англичан, хотя сам выполнял все условия перемирия с королём Англии Генрихом V Завоевателем. Формально послал войско на помощь французам, но сделал так, что бретонская помощь опоздала к битве при Азенкуре, состоявшейся 25 октября 1415 года.
В 1416 и 1418 годах герцог Бретонский Жан Мудрый выступал как посредник в переговорах между Англией и Францией. В 1417 году посетил с визитом в Англию, где подписал договор, согласно которому обе стороны воздерживались от ведения военных действий друг против друга.
В феврале 1420 года герцог Жан Бретонский был схвачен и заключен под стражу в один из замков представителями рода Пентьевр. Однако на свободе осталась его деятельная супруга Жанна де Валуа, которая добилась поддержки бретонской знати, собрала войско и 8 мая осадила замок, где находился в заключении её муж. Через два месяца герцог Жан Бретонский был освобождён из плена и вернулся в Нант. Все владения рода Пентьевр были конфискованы и розданы сторонникам герцога.
В 1420 году герцог Жан Бретонский участвовал в подписании договора в Труа, по условиям которого король Англии Генрих V признавался регентом Франции и наследником французского престола. Затем был в союзе с лишенным наследства дофином Карлом (будущим королём Франции Карлом Валуа).
Жан Бретонский в 1425 году помог своему младшему брату, графу Артуру де Ришмону стать новым коннетаблем Франции.
Несмотря на стремление заключить дружеское соглашение с королём Франции Карлом VII в 1430-годах, герцог Жан Бретонский участвовал в Прагедии (1440) и Неверской лиге (1442), направленных против короля.
В 1440 году герцог Жан Бретонский был посвящён в рыцари бургундского ордена Золотого Руна.
Добился реальной независимости герцогства от Франции. Провёл в Бретани важные правительственные, военные и экономические реформы, в частности создал постоянную армию и ввел четкую и понятную схему налогообложения. Покровительствовал искусствам и церкви.
29 августа 1442 года 52-летний герцог Бретонский Жан Мудрый скончался в Нанте. Ему наследовал старший сын Франциск I (1442—1450).

## Семья и дети
19 ноября 1396 года Жан Бретонский женился на Жанне Французской (1391—1433), дочери короля Франции Карла Безумного и Изабеллы Баварской, от брака с которой имел трёх сыновей и четырёх дочерей:
- Анна (1409 — после 1415)
- Изабелла Бретонская (1411—1442), жена с 1430 года Ги XIV де Монфора-Лаваля, графа де Лаваля
- Маргарита (1412—1421)
- Франциск I Любимый (14 мая 1414 — 18 июля 1450), герцог Бретани (1442—1450)
- Екатерина (1416 — после 1421)
- Пьер II Простой (7 июля 1418 — 22 сентября 1457), герцог Бретани (1450—1457)
- Жиль Бретонский (1420—1450), сеньор Шантосе